# Якоби, Иоганн Георг
Иоганн Георг Якоби (нем. Johann Georg Jacobi; 2 сентября 1740, Дюссельдорф-Пемпельфорт — 4 января 1814, Фрайбург-им-Брайсгау) — немецкий поэт, педагог, профессор философии и красноречия университета Галле.

## Биография
Старший брат философа Фридриха Генриха Якоби.
Изучал теологию в Гёттингенском университете, филологию и право в университетах Хельмштедта, Марбурга, Лейпцига и Йены. С 1766 года — профессор философии в университете Галле.
В 1784 году стал профессором в университете Фрайбурга.

## Творчество
В 1764 в Дюссельдорфе опубликовал сборник лирических стихов («Poet. Versuche»), его «Sämmtliche Werke» вышли в свет в Хальберштадте, в 1770—1774 гг. На поэтическое творчество Якоби сильное влияние оказали французские поэты, особенно Грессе и Шольё.
Помимо многочисленных стихов, писал либретто и песни.
Сотрудничал с различными журналами, в 1774 году основал журнал «Iris».